# Panagudi
Panagudi là một thị xã panchayat của quận Tirunelveli thuộc bang Tamil Nadu, Ấn Độ.

## Nhân khẩu
Theo điều tra dân số năm 2001 của Ấn Độ, Panagudi có dân số 25.444 người. Phái nam chiếm 49% tổng số dân và phái nữ chiếm 51%. Panagudi có tỷ lệ 71% biết đọc biết viết, cao hơn tỷ lệ trung bình toàn quốc là 59,5%: tỷ lệ cho phái nam là 76%, và tỷ lệ cho phái nữ là 66%. Tại Panagudi, 12% dân số nhỏ hơn 6 tuổi.